# Laska (Weinrebe)
Laska ist eine sehr alte, wahrscheinlich autochthone steirische Rotweinsorte. Sie wird nur mehr sehr selten in einigen südsteirischen, slowenischen und kroatischen Rieden angepflanzt. In der Vergangenheit waren auch Anpflanzungen in den deutschen Anbaugebieten von Baden und Württemberg bekannt. Die Rebe stellt an ihren Standort keine hohen Ansprüche. Die Laska kann angenehme, meist alkoholschwache fruchtige Tischweine von hellrubinroter Farbe liefern, die jung getrunken werden sollten. Laska ist eine Varietät der Edlen Weinrebe (Vitis vinifera). Sie besitzt zwittrige Blüten und ist somit selbstfruchtend. Beim Weinbau wird der ökonomische Nachteil vermieden, keinen Ertrag liefernde, männliche Pflanzen anbauen zu müssen.
Siehe auch die Artikel Weinbau in Österreich, Weinbau in Kroatien und Weinbau in Slowenien sowie die Liste von Rebsorten.
Synonyme für diese Rebe sind  Blauer Selenika, Frühblaue, Früher Blauer Wälscher, Lasca, Lashka, Laska Moder, Laska Modrina, Précoce bleu, Rana Vlaska Modrina, Selenika bleu, Wälsche Barttraube.

## Ampelographische Sortenmerkmale
In der Ampelographie wird der Habitus folgendermaßen beschrieben:
- Die Triebspitze ist offen. Sie ist wollig behaart, grünlich mit leicht gelbfarbenem Anflug. Die hellgrünen Jungblätter sind leicht behaart.
- Die mittelgroßen Blätter sind fünflappig und tief aber schmal gebuchtet. Die Stielbucht ist U-förmig offen. Das Blatt ist spitz gezahnt. Die Zähne sind im Vergleich der Rebsorten mittelgroß.
- Die walzen- bis konusförmige Traube ist klein und kurz. Die rundlichen Beeren sind mittelgroß und von pflaumenblauer Farbe. Die Schale der Beere ist dick. Die Beeren sind saftig und bei guter Reife von süßlichem Geschmack.

Die Rebsorte reift ca. 5 bis 6 Tage nach dem Gutedel und gilt somit als früh reifend.